# Finlandia lacustre

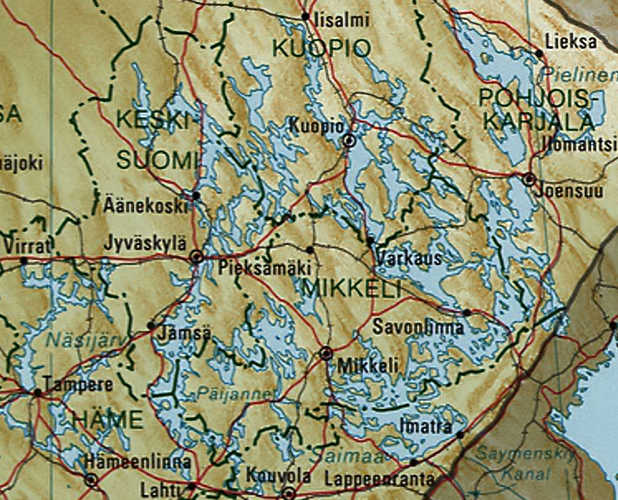
La regione dei laghi in Finlandia

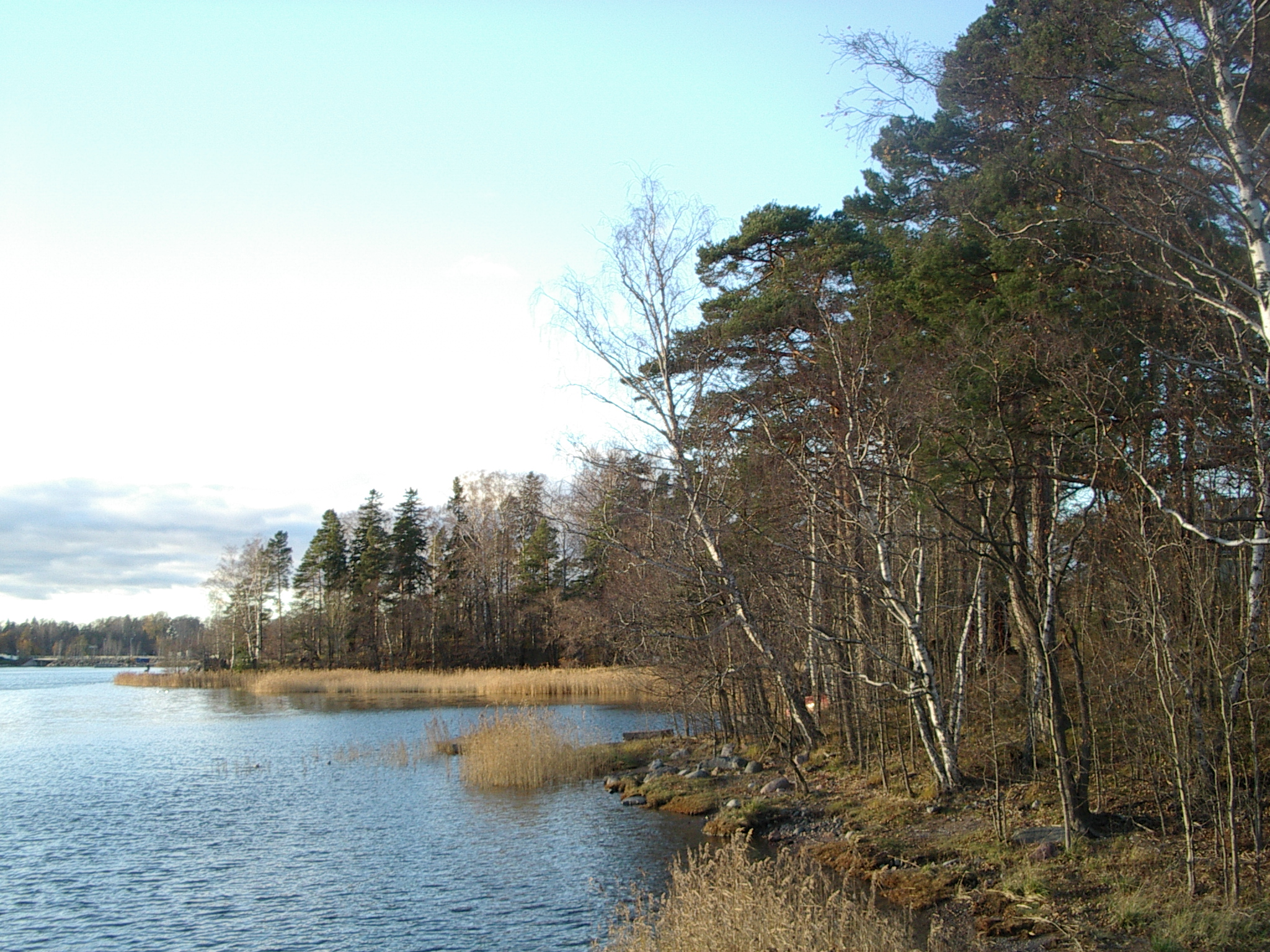
Lago vicino a Helsinki

La Finlandia lacustre (Järvi-Suomi in finlandese), conosciuta anche come la regione dei laghi, è una regione geografica situata nella zona sud-orientale della Finlandia, costituita da un numero elevato di laghi.
I laghi finlandesi sono poco profondi: soltanto tre si spingono oltre i 100 m. Ciò significa che l'acqua si riscalda rapidamente in estate e gela in inverno, ma che è anche sensibile all'inquinamento.
I laghi sono la linfa vitale della Finlandia sud-orientale, in un paese in cui il 10% del territorio è occupato dall'acqua. 
In Finlandia si trovano 187.888 laghi, molti dei quali collegati l'un l'altro da fiumi. Città, villaggi, fabbriche e centrali idroelettriche sorgono sulle sponde dei laghi e dei corsi d'acqua che, oltre ad essere fonte di approvvigionamento idrico, fungono anche da rete per i trasporti. I finlandesi attraversano i laghi in nave in estate e con i gatti delle nevi in inverno, e sulle loro rive costruiscono cottage estivi e saune.
In Finlandia si sentono spesso pronunciare le parole järvi (lago), saari (isola), ranta (sponda, spiaggia), niemi (promontorio), lahti (baia), koski (rapida), virta (corrente) e joki (fiume), tutti termini che ricorrono nei cognomi finlandesi più diffusi.